# Bezbednosno Informativna Agencija
La Bezbednosno Informativna Agencija (Безбедносно-Информативна Агенција, Agence d’information de la sécurité, BIA) est le service de renseignements serbe. Créée en 2002 en succession du Service d'État de la sécurité, elle recueille et analyse les renseignements sur les activités susceptibles de nuire à la souveraineté et la sécurité de la Serbie : terrorisme international, crime organisé, sabotage. Le contre-espionnage fait également partie de ses prérogatives. Elle est régie par la loi sur la BIA du 27 juillet 2002. Pour la première fois dans l’histoire moderne, l’activité de renseignement a été séparée de celle du ministère de l’Intérieur serbe.

## Fonctionnement
La BIA doit rendre compte à l'Assemblée nationale ainsi qu'au gouvernement serbe, au Premier ministre serbe et au président de la république de Serbie du niveau de sécurité de la Serbie et cela deux fois par an.
On évalue à 2 000 personnes les employés de la BIA.

## Directeurs
- 2002-2003 : Andreja Savić
- 2003-2004 : Miša Milićević
- 2004-2008 : Rade Bulatović
- 2008-2012 : Saša Vukadinović
- 2012-2013 : Nebojša Rodić
- 2013 : Dragan Marković Markoni
- 2013-2017 : Aleksandar Đorđević
- 2017-2022 : Bratislav Gašić
- 2022-2023 : Aleksandar Vulin
- 2023-2024 : Tomislav Radovanović (intérim)
- 2023-2024 : Vladimir Orlić